# Maria Walliser
Maria Walliser (Mosnang, 27 de mayo de 1963) es una deportista suiza que compitió en esquí alpino; tres veces campeona mundial.

## Trayectoria
Participó en dos Juegos Olímpicos de Invierno, obteniendo tres medallas, una de plata en Sarajevo 1984, en el descenso, y dos de bronce en Calgary 1988, en las pruebas de eslalon gigante y combinada.
Ganó cuatro medallas en el Campeonato Mundial de Esquí Alpino, en los años 1987 y 1989.
En la Copa del Mundo consiguió veinticinco victorias y 72 podios en total. Ganó la clasificación general de la Copa del Mundo en 1986 y 1987.
Recibió el premio Skieur d’Or en 1986. Fue nombrada «Deportista femenina del año» en su país en 1986 y 1987.

## Palmarés internacional
| Juegos Olímpicos   | Juegos Olímpicos      | Juegos Olímpicos  | Juegos Olímpicos |
| Año                | Lugar                 | Medalla           | Prueba           |
| ------------------ | --------------------- | ----------------- | ---------------- |
| 1984               | Sarajevo (Yugoslavia) | Medalla de plata  | Descenso         |
| 1988               | Calgary (Canadá)      | Medalla de bronce | Eslalon gigante  |
| 1988               | Calgary (Canadá)      | Medalla de bronce | Combinada        |
| Campeonato Mundial |                       |                   |                  |
| Año                | Lugar                 | Medalla           | Prueba           |
| 1987               | Crans-Montana (Suiza) | Medalla de oro    | Descenso         |
| 1987               | Crans-Montana (Suiza) | Medalla de oro    | Supergigante     |
| 1987               | Crans-Montana (Suiza) | Medalla de bronce | Eslalon gigante  |
| 1989               | Vail (Estados Unidos) | Medalla de oro    | Descenso         |